# Mohamed Khemisti

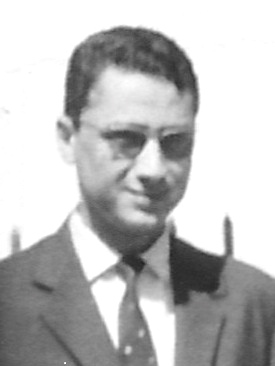
Mohamed Khemisti

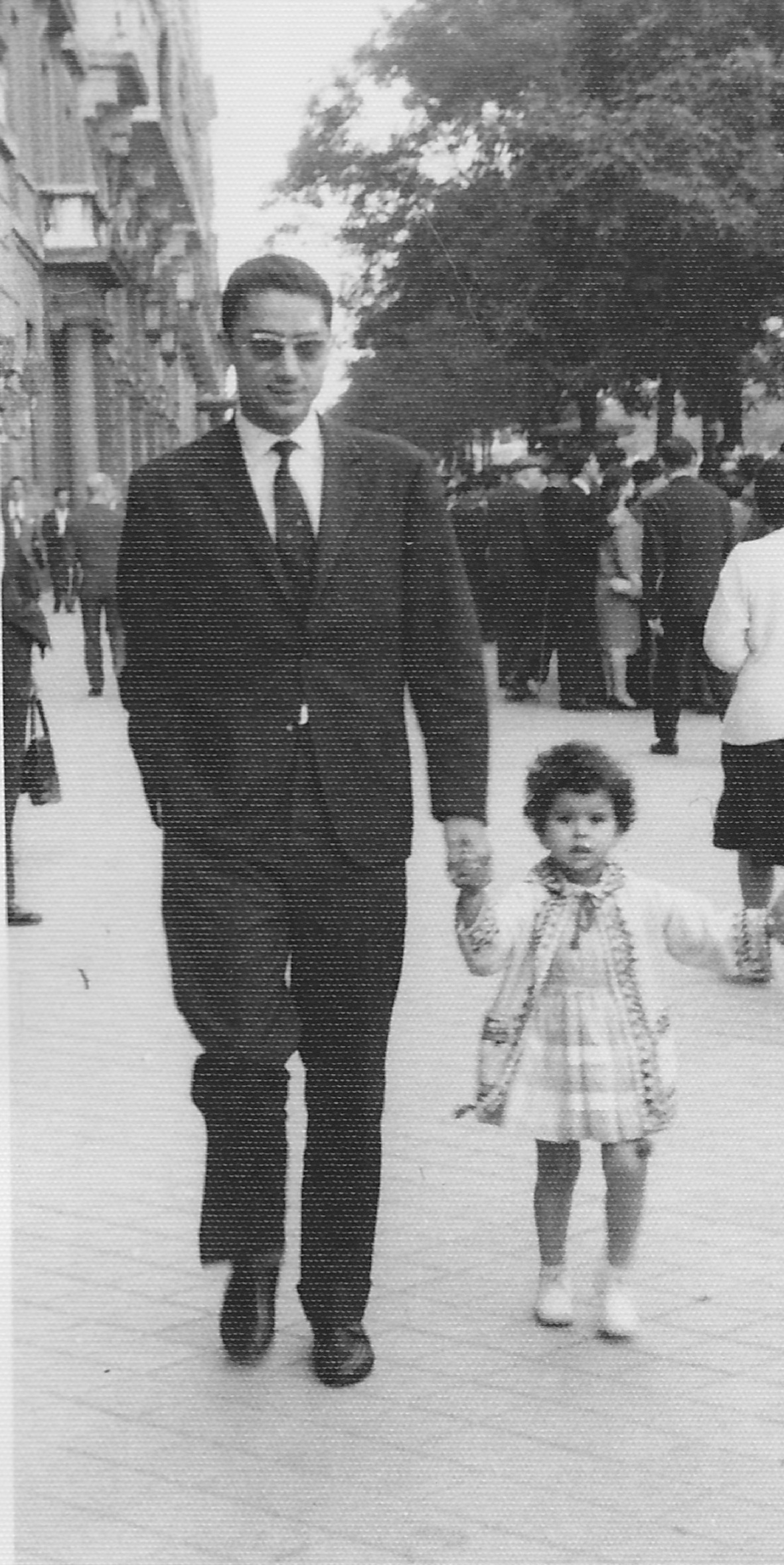
Mohamed Khemisti mit der Tochter von Freunden in Madrid

Mohamed Khemisti (arabisch محمد خميستي‭; * 11. August 1930 in Maghnia; † 6. Mai 1963) war ein algerischer Politiker der Nationalen Befreiungsfront FLN (Front de Libération Nationale), der 1962 erster Außenminister Algeriens nach der Unabhängigkeit Algeriens von Frankreich wurde.

## Leben
Khemisti, Sohn eines Fellachen, begann nach dem Besuch des Lycée Pasteur in Oran ein Studium der Medizin an der Universität Montpellier. Er engagierte sich als Generalsekretär der Allgemeinen Vereinigung muslimischer algerischer Studenten UGÉMA (Union générale des étudiants musulmans algériens) bei der Revolution vom 1. November 1954 sowie bei Generalstreik vom 19. Mai 1956 für die Nationale Befreiungsfront FLN (Front de Libération Nationale). Am 12. November 1957 wurde er in Montpellier verhaftet und ins Gefängnis von Serkadji überstellt.
Nach der Unabhängigkeit Algeriens von Frankreich am 5. Juli 1962 war Khemisti zeitweise Sekretär des Präsidenten der Provisorischen Exekutive, Abdur Rahman Farès. Im September 1962 übernahm er in der Regierung von Premierminister Ahmed Ben Bella das Amt des Außenministers (Ministre des Affaires étrangères). Am 11. April 1963 wurde er bei einem Attentat vor der Nationalen Volksversammlung lebensgefährlich angeschossen und verstarb drei Wochen später am 6. Mai 1963 ohne das Bewusstsein wieder erlangt zu haben. Sein Nachfolger als Außenminister wurde der bisherige Minister für Jugend, Sport und Tourismus, Abd al-Aziz Bouteflika.
Nach seiner Witwe Fatima Khemisti, einer Feministin und Mitglied der Nationalen Volksversammlung, wurde das von ihr initiierte 1963 erlassene Khemisti-Gesetz benannt, das das Mindestalter zur Eheschließung bei Frauen auf 16 sowie bei Männern auf 18 Jahre festlegte.